# Louin
Louin är en kommun i departementet Deux-Sèvres i regionen Nouvelle-Aquitaine i västra Frankrike. Kommunen ligger i kantonen Saint-Loup-Lamairé som tillhör arrondissementet Parthenay. År 2022 hade Louin 679 invånare.

## Befolkningsutveckling
Antalet invånare i kommunen Louin
| Referens: INSEE |